# François Bucaille
Pour les articles homonymes, voir Bucaille.
François, Maxime, Alexandre Bucaille, né le 16 février 1749 à Boulogne-sur-Mer et mort le 1er juillet 1804 à Fréthun est un ecclésiastique et homme politique français.
En 1789, il est curé de Fréthun lorsqu'il est élu, le 23 mars, député du clergé aux États généraux pour le bailliage de Calais et Ardres. Il prête le serment civique.
À la fin de l'Assemblée constituante, il se retire de la vie politique et se tient à l'écart des évènements de la seconde partie de la Révolution. Rallié à Bonaparte, il est choisi pour représenter le Pas-de-Calais au Corps législatif le 4 nivôse an VIII, et y siège jusqu'en 1804.

## Sources
- « François Bucaille », dans Adolphe Robert et Gaston Cougny, Dictionnaire des parlementaires français, Edgar Bourloton, 1889-1891 [détail de l’édition]